# Segedunum
Segedunum fue un fuerte romano en la actual Wallsend, North Tyneside, en el nordeste de Inglaterra . El fuerte se encontraba en el extremo este del Muro de Adriano en Wallsend, cerca de las orillas del río Tyne, formando la parte más oriental del muro. Estuvo en uso como guarnición durante aproximadamente 300 años, desde alrededor del 122, casi hasta el 400. El sitio forma parte del Patrimonio de la Humanidad de la Unesco del Muro de Adriano.

## Etimología
Existieron cinco lugares llamados Segedunum en el imperio romano, uno en Britania, otro en Germania y tres en la Galia.
El nombre Segedunum se conoce por la Notitia Dignitatum del siglo IV, pero no hay consenso sobre su significado. Diversas conjeturas han propuesto que derivan de un término celta para 'poderoso' o 'victorioso'", de las palabras celtas sego (fuerza) y dunum (lugar fortificado), del romano-britón Segedunum 'fuerte fortaleza', o del celta sechdun (colina seca).
El primer elemento del nombre está ampliamente atestiguado en la Galia, Hispania, Germania e Italia, y deriva de la raíz indoeuropea segh-, que se refleja en varios idiomas europeos posteriores con significados similares: irlandés seg-, segh- ' fuerza, vigor', galés hy 'atrevido, audaz', alemán Sieg 'victoria', etc. Aplicado a los nombres de lugares, parece haber tenido el significado de "lugar de fortaleza" o "lugar de victoria". El segundo elemento, -dunum, es un término celta ampliamente atestiguado en Gran Bretaña y la Galia, que normalmente significaba fuerte. Por lo tanto, Segedunum probablemente tenía el significado de "fortaleza fuerte" o "fuerte de la victoria".

## Historia
El muro de Adriano terminaba originalmente en el fuerte de Pons Aelius (actual Newcastle upon Tyne), pero, alrededor del año 127, se amplió más hacia el este, pasando por el actual Byker y terminando en el nuevo fuerte de Segedunum. El nuevo tramo de muralla era más estrecho que los tramos construidos anteriormente, y, a diferencia del resto de la pared, la extensión no tenía un vallum corriendo hacia el sur. Esta era una gran zanja con bancos de tierra paralelos a ambos lados, una línea adicional de defensa que se agregó detrás del resto del muro hacia el oeste. Aparentemente, no era necesario detrás de la extensión oriental del muro de Adriano porque su papel defensivo lo realizaba el río Tyne.
El fuerte de Segedunum medía 138,1 m de norte a sur y 118,8 de este a oeste, cubriendo un área de unos 1,65 ha. Una amplia zanja y un terraplén de tierra lo rodeaban  por todos lados. Tenía cuatro puertas dobles con las puertas este, oeste y norte abriéndose fuera del muro y solo la puerta sur abriéndose dentro del muro. Desde el ángulo sureste del fuerte, un ancho muro de 2 m de ancho bajaba hasta la orilla del río y se extendía al menos hasta el nivel bajo del agua.
Hay evidencia de que había un extenso vicus, o aldea rodeando el fuerte, incluida la zona al norte de la muralla.

## Guarnición

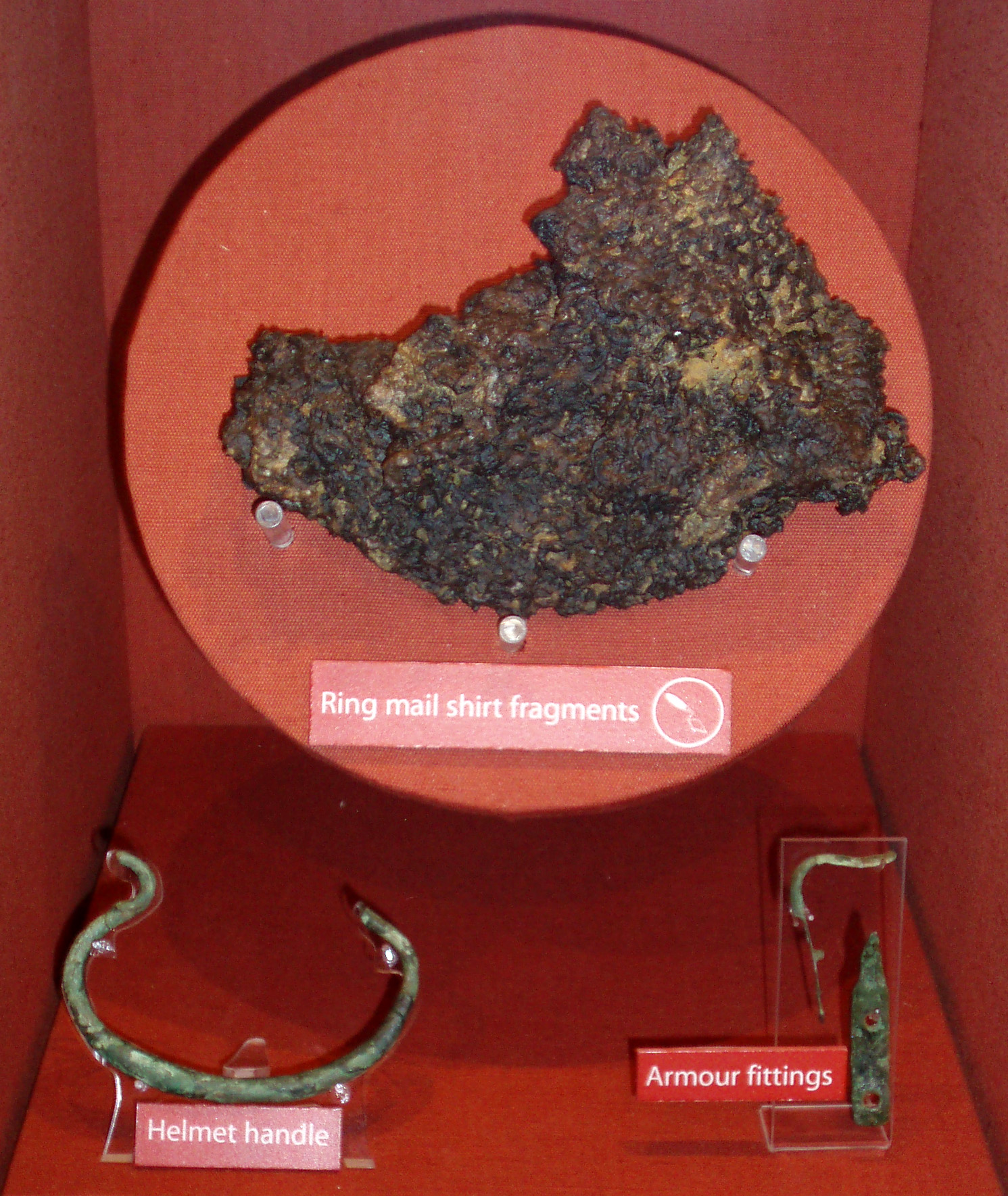
Fragmentos de armadura encontrados en Segedunum

Se desconoce la guarnición original de Segedunum, pero en el siglo II la Cohors II Nerviorum estaba estacionada allí. En los siglos III y IV ocupó el fuerte la Cohors Lingonum equitata, según consta en la Notitia Dignitatum. Ambas unidades tenían 600 efectivos, que constaban de 120 de caballería y 480 de infantería.

## Historia posterior
El fuerte fue abandonado en algún momento alrededor del año 400. Durante siglos, el área permaneció como tierra de cultivo, pero en el siglo XVIII, se convirtió gradualmente en un populoso pueblo minero. Finalmente, en 1884, todo el fuerte desapareció bajo viviendas adosadas.
En 1929 se realizaron excavaciones que registraron el contorno del fuerte. Las autoridades locales marcaron este contorno en adoquines blancos. En la década de 1970 se demolieron las casas adosadas que cubrían el solar.
Se excavó una sección del muro de Adriano y se construyó una reconstrucción a principios de la década de 1990. El proyecto arqueológico de Segedunum comenzó en enero de 1997 con una serie de excavaciones en el fuerte y sus alrededores, así como la construcción de la casa de baños y la rehabilitación de los antiguos edificios del astillero Swan Hunter para albergar el nuevo museo. Segedunum Roman Fort, Baths & Museum abrió al público en junio de 2000.

## Actualidad

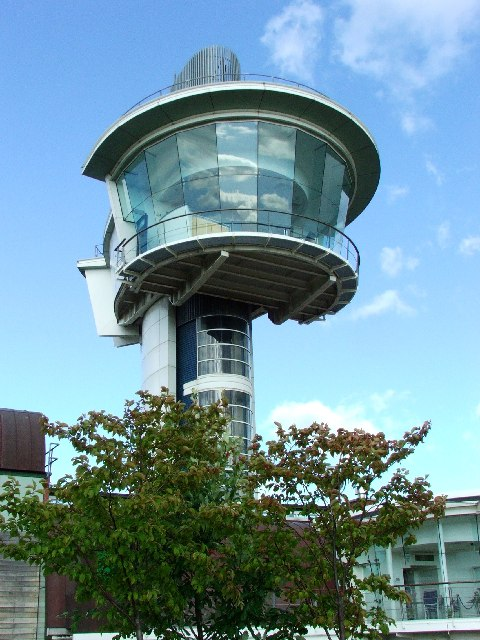
La plataforma de observación en el Centro de Visitantes de Segedunum

El sitio del fuerte contiene los restos excavados de los cimientos de los edificios del fuerte original, así como unas termas romanas reconstruida basada en ejemplos excavados en los fuertes de Vindolanda y Cilurnum. 
Un museo contiene elementos de interés que se encontraron cuando se excavó el sitio, y una gran torre de observación domina el sitio. Una parte del muro original es visible al otro lado de la calle del museo. La sección central del muro de Adriano se erigió sobre Whin Sill, una formación geológica que ofrece una defensa topográfica natural contra los invasores o inmigrantes del norte. Sin embargo, en el extremo este del muro, la principal defensa topográfica era el propio río Tyne, y el tramo final del muro bajaba desde el fuerte de Segedunum hasta la orilla del río. Se cree que pudo haber habido una estatua o monumento para marcar el final del muro.